# Antonieta de Bèucaire
Maria Antonieta Rivièra, més coneguda com a Antonieta de Bèucaire o Antounieto de Bèu-Caire (en francés: Marie-Antoinette Rivière; Nimes, 21 de gener de 1840-Bèucaire, 27 de gener de 1865) va ser una escriptora francesa en occità del país del Roine.

## Biografia
Maria Antonieta va nàixer a Nimes el 1840, però els seus pares es van traslladar a Bèucaire quan no tenia tres mesos. Durant la seua vida va escriure 25 poemes. Alguns d'ells van ser publicats en l'Armana prouvençau (1865), amb les dates de la redacció dels manuscrits: Perqué? (15 de setembre de 1864); Lis ieu de l'enfant Jésu (20 de setembre 1864); Moun Iroundello (maig de 1864). Va estar promesa amb Gustave Germain, però quan ell li va comunicar que volia ser sacerdot i que se n'anava al seminari de Nimes va quedar desconsolada. 
| « | No, no, va dir ella, no es quedarà, ell sap el que em va prometre, ell sap quant l'estime, i jo sé quant m'estima! | » |

 Es va veure afectada per la mort de la seua amiga íntima Zoé el 1860, quan tenia 20 anys. Anava al cementiri cada dia per honorar la memòria de Zoé i un dia de mal temps va tornar malalta i des d'aquell dia va romandre gairebé sempre a casa. A partir d'aquella època, Antonieta no va tenir una voluntat forta de viure i malgrat les seues cures en establiments termals, la seua salut va empitjorar.
A partir del 13 de novembre ja no va poder eixir més de casa per la precarietat de la seua salut. Va morir el 27 de gener de 1865 per una fluxió de pit, i el seu amic Loís Romieu li va fer companyia fins a l'últim moment. Romieu va recopilar els poemes d'Antonieta i es va encarregar d'editar-los. Pòstumament, en març de 1865, es va publicar Lei belugas d'Antonieta, que va ser acompanyat d'una trenada de versos d'escriptors amics de l'escriptora.

## Obres
- Lei belugas, obra publicada pòstumament (1865).